# Взрыв в пороховом цехе завода «Эластик» (2025)
В пятницу, 15 августа 2025 года (около 10:30), в пороховом цеху завода «Эластик» в пгт Лесной Шиловского района Рязанской области произошли взрыв и пожар. Здание цеха было полностью разрушено. В качестве предварительной причины произошедшего называется нарушение техники безопасности. К 18 августу число погибших возросло до 24, число раненых составляет 134.
Издание Astra со ссылкой на МЧС России писала, что первоначальный пожар перекинулся на три здания — склад со снарядами, снаряжёнными тротилом, и здания второго производственного цеха. Цех в том числе занимался производством снарядов калибра 152 мм.
Следственный комитет России возбудил уголовное дело по ч. 3 ст. 217 УК РФ (нарушение требований промышленной безопасности опасных производственных объектов, повлёкшее по неосторожности смерть двух или более лиц). Губернатор Рязанской области Павел Малков заявил, что семьям погибших будет выплачено более 1,5 миллиона рублей, пострадавшим — от 313 500 до 627 000 рублей в зависимости от причинённого здоровью вреда. Вечером 15 августа он ввёл режим чрезвычайной ситуации на территории Шиловского муниципального района. Также губернатор субъекта подписал распоряжение об объявлении 18 августа днём траура в Рязанской области.
В октябре 2021 года при взрыве в цеху того же завода погибли 17 человек.